# Ko Ishikawa
Ko Ishikawa (石川 巧 Ishikawa Ko?), född 10 mars 1970 i Santa Cruz de la Sierra, är en japansk före detta fotbollsspelare.
Ishikawa började sin karriär 1989 i Honda FC. 1992 flyttade han till Verdy Kawasaki. Med Verdy Kawasaki vann han japanska ligan 1993, 1994, japanska ligacupen 1992, 1993, 1994 och japanska cupen 1996. 1998 flyttade han till Nagoya Grampus Eight. Med Nagoya Grampus Eight vann han japanska cupen 1999. Han avslutade karriären 2002.